# Восстание в Мтиулети (1804)
Восстание 1804 года в Мтиулети произошло на территории бывшего Картли-Кахетинского царства (восточная Грузия), в то время являвшейся частью Грузинской губернии в составе Российской империи. Это было первое крупное грузинское восстание против русского владычества.

## Предыстория
В январе 1801 года Российская империя воспользовалась сложившейся политической ситуацией и присоединила к себе Картли-Кахетинское царство. В мае того же года генерал Карл Кнорринг в Тбилиси сверг грузинского претендента на трон Давида и установил правительство Ивана Лазарева. Положение бывшего грузинского царства было сведено к статусу губернии в составе Российской империи (Грузинской). Хотя установление российской власти принесло некоторый мир в регионе, обстановка в Картли-Кахетии продолжала оставаться неспокойной.

## Восстание
Восстание вспыхнуло в районе к западу от Дарьяльского ущелья. Несколько местных осетин пожаловались на то, что казаки, расквартированные в этом районе, требуют от них хлеба и мяса. В ответ их бросили в яму. Затем казаки стали чинить ещё большие жестокости над местными жителями. Крестьян отправили на принудительные работы, двое мужчин были забиты до смерти плетьми, женщины подвергались жестокому обращению, а скот беспощадно эксплуатировался, отчего погибал.
Жители долины Арагви ответили на это тем, что напали на солдат, подчинённых командующему русскими войсками в Грузии Дмитрию Волконскому, убив нескольких из них. Затем они заняли несколько укреплений на близлежащей главной дороге. Летом 1804 года около 4000 грузинских и осетинских повстанцев обратились к князю Фарнавазу Багратиони с просьбой возглавить их.
Некоторая часть грузинских дворян присоединилась к восстанию в Мтиулети. 3 августа 1804 года повстанцы и русские войска столкнулись в бою при Ломиси. Русские войска, по некоторым сообщениям, избежали поражения только благодаря «робости» кахетинской знати и подкреплению в виде сил русского генерала Павла Цицианова, который прибыл к месту сражения из окрестностей Эривани, которую безуспешно осаждал. Восстание было в конце концов подавлено, сотни горцев были заколоты штыками или заключены в тюрьму. Пройдёт восемь лет, прежде чем вспыхнет новое восстание против русского владычества.